# 第53回全米映画批評家協会賞
53rd NSFC Awards

作品賞: 

 ザ・ライダー 
第53回全米映画批評家協会賞は2018年の映画を対象としており、2019年1月6日に結果が発表された。

## 受賞結果
※()内は決選投票での得票数 

### 作品賞
- 1.『ザ・ライダー』 (44)
  - 2.『ROMA/ローマ』 (41)
  - 3.『バーニング 劇場版』 (27)

### 監督賞
- 1.アルフォンソ・キュアロン - 『ROMA/ローマ』 (60)
  - 2.イ・チャンドン - 『バーニング 劇場版』 (22)
  - 2.クロエ・ジャオ - 『ザ・ライダー』(22)

### 主演女優賞
- 1.オリヴィア・コールマン - 『女王陛下のお気に入り』 (36)
  - 2.レジーナ・ホール - 『サポート・ザ・ガールズ』 (33)
  - 3.メリッサ・マッカーシー - 『ある女流作家の罪と罰』 (27)

### 主演男優賞
- 1.イーサン・ホーク - 『魂のゆくえ』 (58)
  - 2.ウィレム・デフォー - 『永遠の門 ゴッホの見た未来』 (30)
  - 3.ベン・フォスター - 『足跡はかき消して』 (25)
  - 3.ジョン・C・ライリー - 『ゴールデン・リバー』、『僕たちのラストステージ』 (25)

### 助演女優賞
- 1.レジーナ・キング - 『ビール・ストリートの恋人たち』(47)
  - 2.エリザベス・デビッキ - 『妻たちの落とし前』 (37)
  - 3.エマ・ストーン - 『女王陛下のお気に入り』 (24)

### 助演男優賞
- 1.スティーヴン・ユァン - 『バーニング 劇場版』 (40)
  - 2.リチャード・E・グラント - 『ある女流作家の罪と罰』 (35)
  - 3.ブライアン・タイリー・ヘンリー - 『ビール・ストリートの恋人たち』、『ロスト・マネー 偽りの報酬』、『スパイダーマン:スパイダーバース』 (32)

### 脚本賞
- 1.アーマンド・イアヌッチ、デヴィッド・シュナイダー（英語版）、イアン・マーティン（英語版） - 『スターリンの葬送狂騒曲』 (47)
  - 2.ニコール・ホロフセナー、ジェフ・ウィッティ（英語版） - 『ある女流作家の罪と罰』 (27)
  - 3.デボラ・デイヴィス、トニー・マクナマラ - 『女王陛下のお気に入り』 (24)

### 撮影賞
- 1.アルフォンソ・キュアロン - 『ROMA/ローマ』 (70)
  - 2.ジェームズ・ラクストン - 『ビール・ストリートの恋人たち』 (26)
  - 3.ウカシュ・ジャル - 『COLD WAR あの歌、2つの心』 (24)

### 外国語映画賞
- 1.『ROMA/ローマ』 (44)
  - 2.『COLD WAR あの歌、2つの心』 (34)
  - 3.『バーニング 劇場版』 (30)
  - 3.『万引き家族』 (30)

### ノンフィクション映画賞
- 1.『行き止まりの世界に生まれて』 (35)
  - 2.『消えた16mmフィルム』 (31)
  - 3.『Amazing Grace』 (24)